# 山梨市

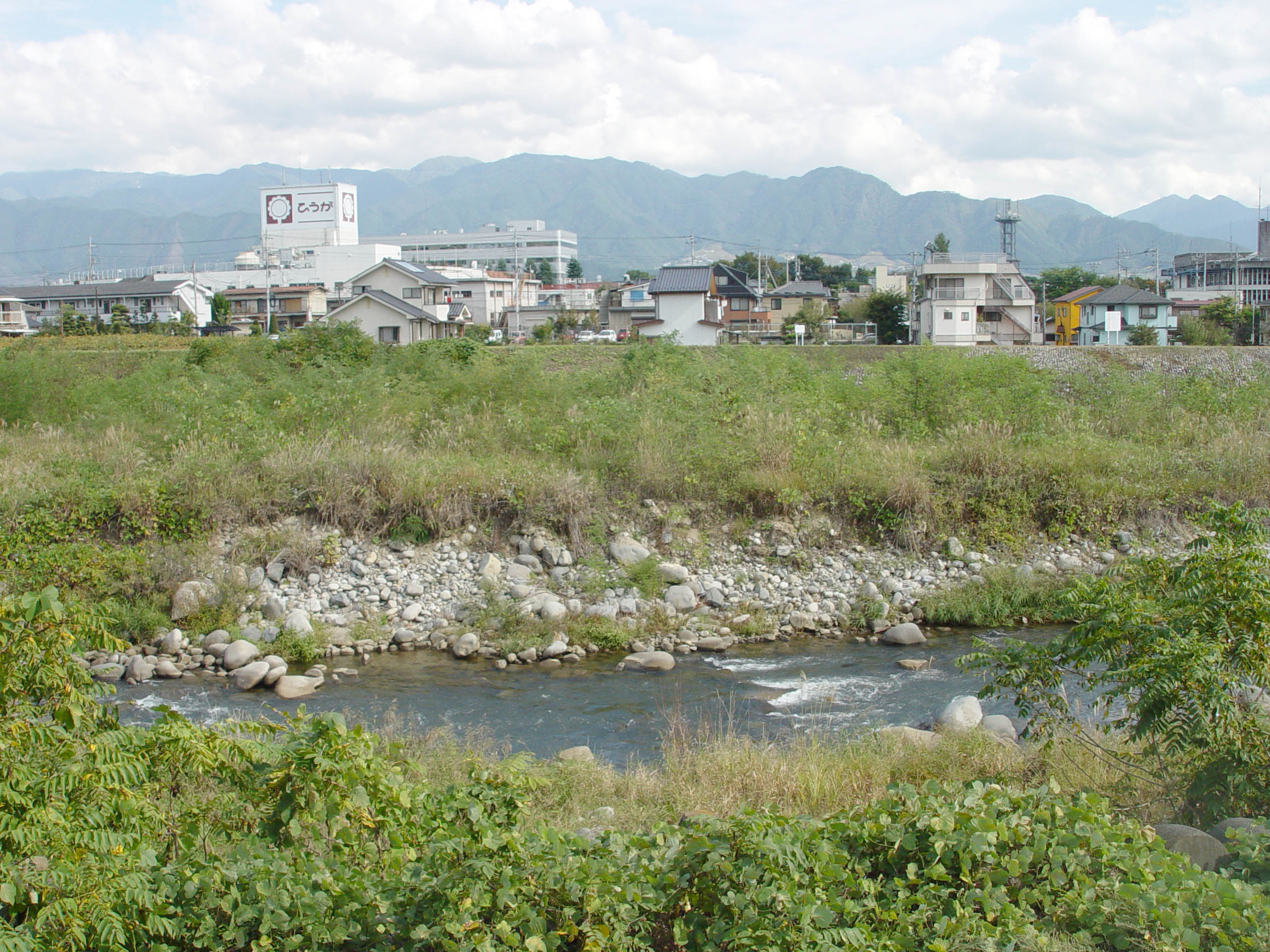
笛吹川から見た市街

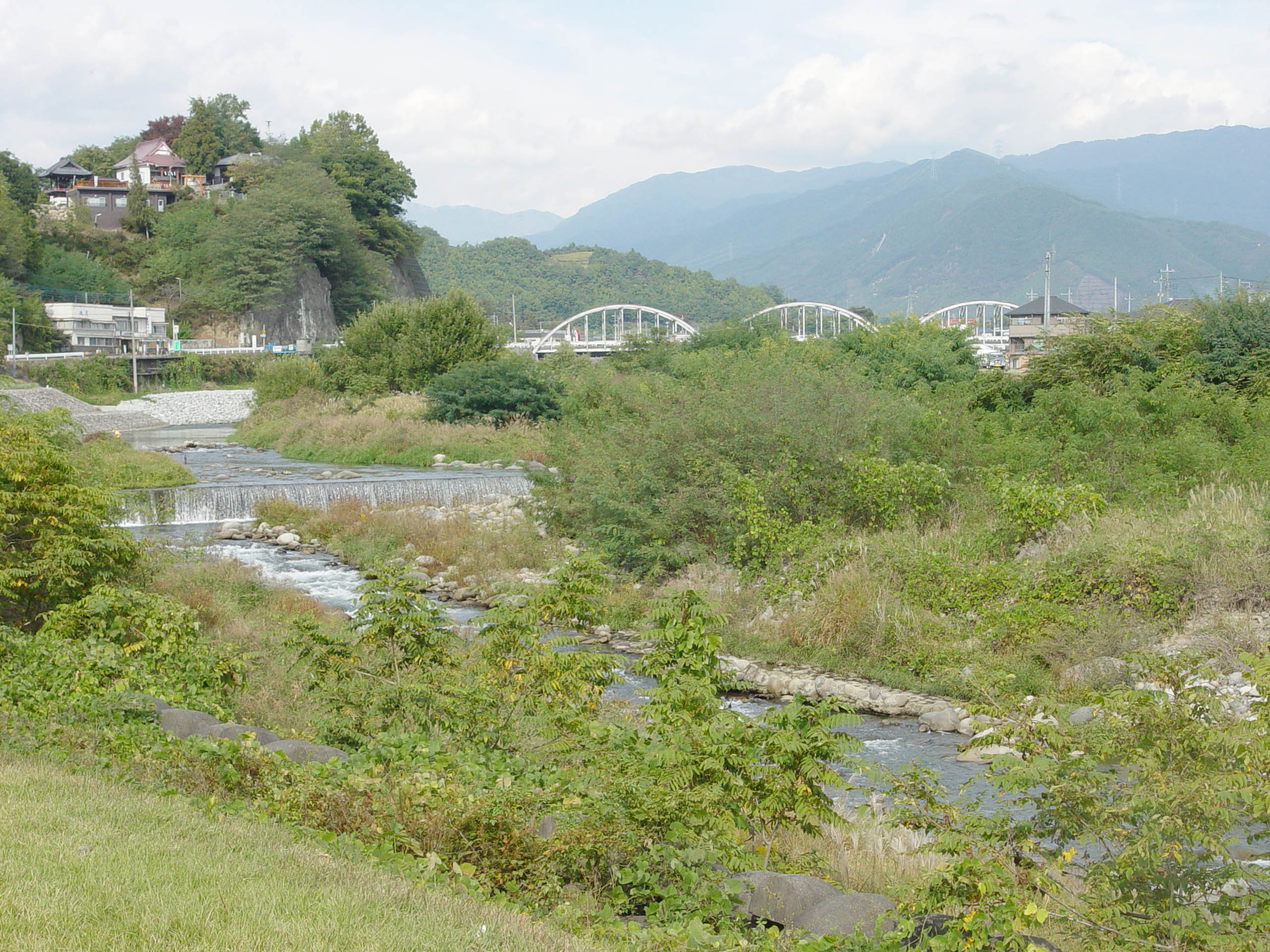
笛吹川

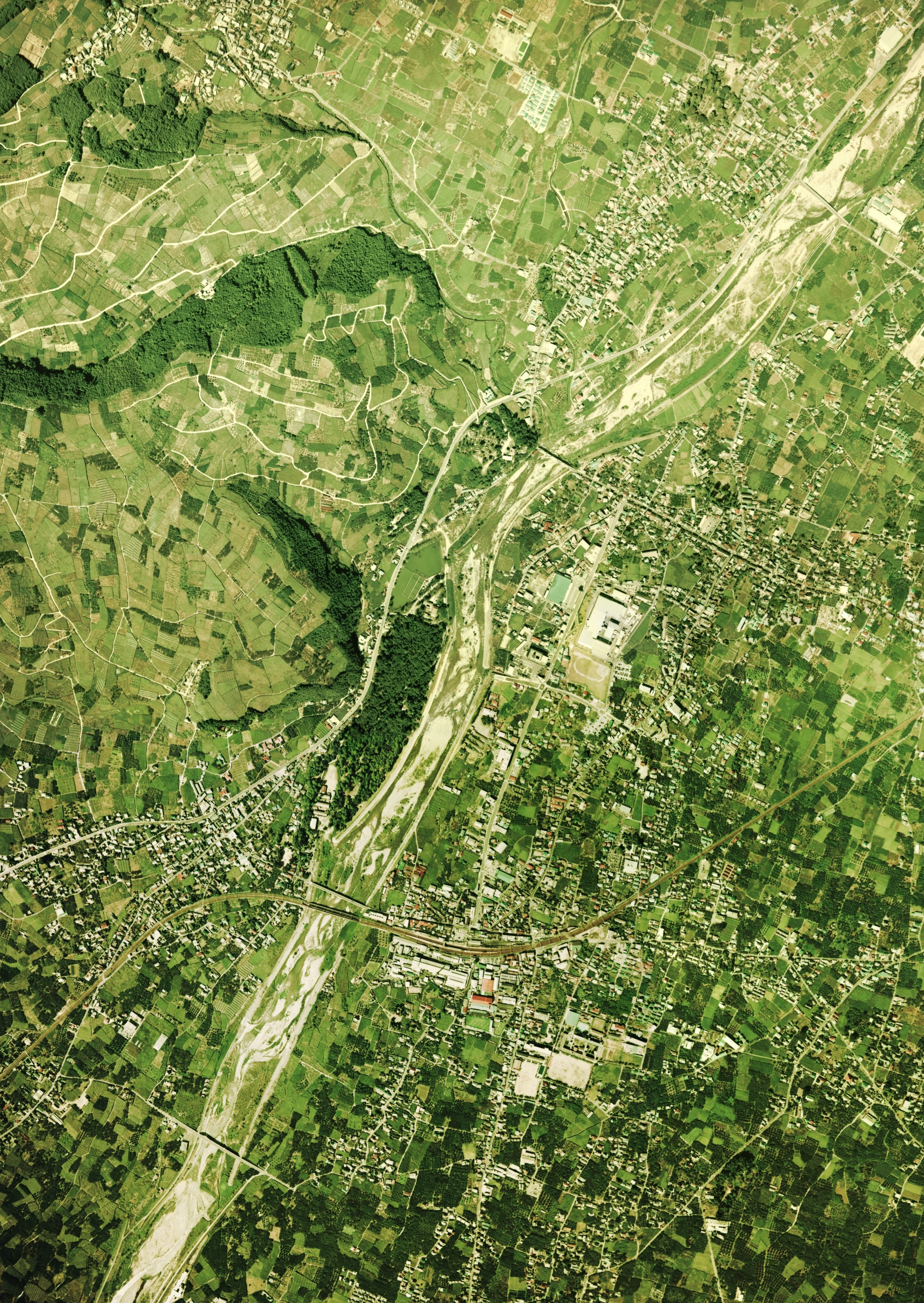
山梨市中心部周辺の空中写真。1975年撮影の4枚を合成作成。。

山梨市（やまなしし）は、山梨県にある市。国中地方に含まれ、甲府盆地の東部に位置する。

## 概要
国宝の仏殿を有する清白寺、古今和歌集「しほの山差出の磯にすむ千鳥君が御代をば八千代とぞなく」を代表に多くの歌人にも詠まれた名勝地差出の磯（さしでのいそ）、武田信玄の隠し湯ともいわれる川浦温泉などがある。面積は289.80k㎡であり、県内第4位である。甲州ワインの産地として知られる。

## 歴史
旧牧丘町、旧三富村域の歴史については牧丘町#歴史、三富村#歴史を参照。

### 先史・古代
県内には山麓地域を中心に後期旧石器時代遺跡が分布しているが、市域には旧石器時代の遺跡はないものの、1961年（昭和36年）に兄川河床からナウマンゾウの化石が出土している。これは3万年前から10万年前と推定されている臼歯などの化石で、人類史との関わりからも注目されている。
一般に甲府盆地底部の扇状地は河川の氾濫原であったため縄文時代の遺跡は少ないが、市域底部を流れる笛吹川や支流流域は他各地と比べ比較的安定的であったため、縄文遺跡が広く分布している。後期旧石器時代から縄文時代草創期には八ヶ岳山麓地域を中心に遺跡が分布しているが、市域では東後屋敷遺跡から出土している掻器が縄文草創期である可能性が考えられており、早期には県内各地でも特徴的な押型文土器が市域から広く出土している。盆地東部では縄文早期に花鳥山遺跡や釈迦堂遺跡群（ともに笛吹市）などの大規模集落が出現しているが、市域では集落の遺構は確認されていないものの、集落に伴う諸磯式土器が発見されている。
弥生時代には唯一の集落遺跡として上石森の堀ノ内遺跡がある。弥生後期の遺跡である堀ノ内遺跡は水田遺構の検出例は無いものの、弥生土器に加えて稲作文化に関係する石包丁、土製紡錘車などが出土しており、中央高地系文化の影響を受け東海地域の影響が少ないことが指摘されている。古墳時代には盆地南部の曽根丘陵地域において前期古墳（中道勢力）が営まれるが、市域を含む盆地東部では弥生時代以来の墓制である方形周溝墓が築造され、前期古墳は見られない。古墳後期には中道勢力が後退して古墳の築造が盆地各地へ拡散し、市域でも6世紀後半代から古墳の築造が開始され、上岩下の岩下古墳群や山根古墳群などの後期古墳が分布している。
古代の律令制下においては甲斐国山梨郡に属する。市域に関する最古の文献資料は正倉院宝物の白絁金青袋端書の墨書で、市域にあたる「山梨郡可美里」の日下部某があしぎぬを貢進していたことが記されている。また、奈良・平安遺跡としては日下部遺跡があり、学史上においても重要視された遺跡としても知られる。

### 中世
中世には牧荘、小原荘、大八幡荘などの荘園が記録に残っている。平安時代後期には甲斐源氏の一族が甲府盆地の各地へ進出して勢力を拡大するが、市域を含む安田郷は甲斐源氏の一族である安田氏が本拠とし、小原（山梨市小原）には安田氏の館跡がある。鎌倉時代から戦国時代にかけて甲斐国は守護である武田氏の支配下にあったとされるが、牧荘については鎌倉時代後期に他氏の支配が確認されている。
三ヶ所には中世の豪族屋敷跡である連方屋敷が所在し、かつては戦国期の武田氏蔵前衆・古屋氏の居館と評価されていたが、現在では考古学的観点から南北朝・室町期の守護居館とする見方が提唱されている。
戦国時代には甲斐守護・武田信昌が落合に隠居し、「落合御前」と呼ばれた。市域には信昌の菩提寺である永昌院の存在や信昌嫡男・武田信縄の館跡が所在する。戦国時代の甲斐の守護所は川田館（甲府市川田町・笛吹市石和町）に置かれていたが、信縄の子・信虎の時代には躑躅ヶ崎館（甲府市古府中町）が建設され、府中は甲府へ移転する。

### 近世
甲斐武田氏の滅亡後、甲斐は徳川氏を経て豊臣大名の羽柴秀勝、加藤光泰、浅野長政・幸長父子が配置される。市域では羽柴氏時代の史料は残されていないが、加藤氏時代には甲斐支配の実務を担当した西川吉久が海鳥寺に対して人足役を免許した証文が残されているほか、天正19年（1591年）に加藤光泰が永昌院や信盛院、窪八幡神社に対して所領を安堵した判物が残されている。
浅野氏時代には、甲斐の支配において江戸時代まで引き継がれる九筋二領の行政区分が敷かれ、市域では万力筋・栗原筋が設定され、栗原筋に関しては浅野出羽守・鍋田善右衛門尉・須田七郎左衛門尉が筋奉行を担当している。また、市域における浅野家臣への知行割に関しても史料が残されている。また、浅野氏時代には青梅往還と秩父往還が合流する後屋敷に新町を設置し、金峰山への参詣道である金山道を引き入れた。新町には市場を開設し、付近の住民には諸役免許を行っている。
近世には、市域の諸村は甲府藩領を経て幕府直轄領となる。徳川氏領有時代から豊臣大名時代、幕府直轄領時代にかけて甲斐では検地が実施され、貞享元年の検地で29か村が成立した。また、市域には14か村の旗本領や御三卿領である田安家領、清水家領が含まれ、両家領の陣屋も存在している。
甲州街道や青梅街道、秩父往還などの諸街道が整備され、市域では甲州街道の栗原宿を中心に交通の要衝地となる。文化面では『甲斐名勝志』を記した萩原元克や小島蕉園、早川漫々などの文人も出現する。

### 近代

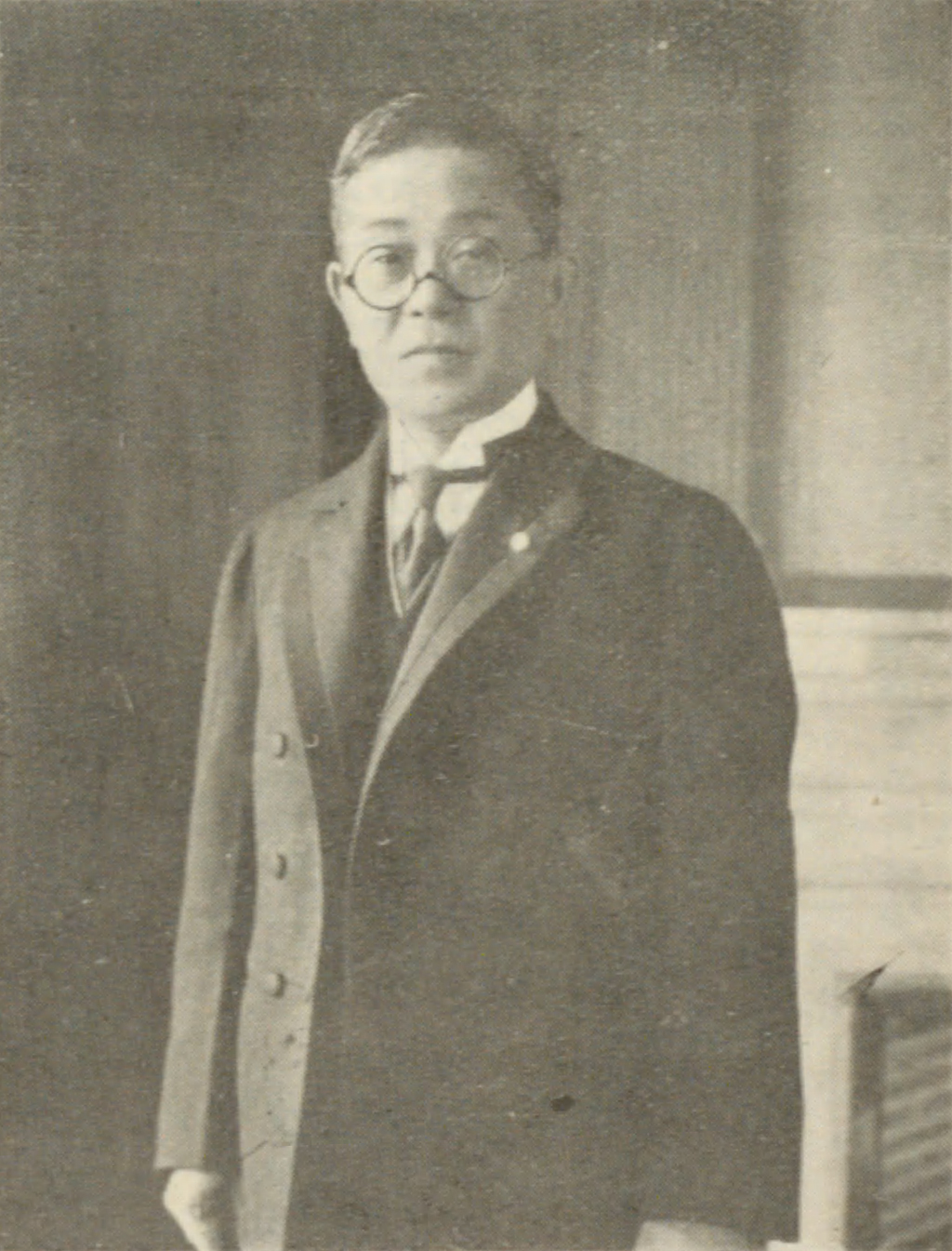
根津嘉一郎（初代）

明治期には藤村県政における差出の磯の道路開削で青梅街道の開削や亀甲橋の架橋が行われ、市域には東山梨郡役所が設置され東山梨郡行政の中心地となる。1903年（明治36年）には中央線日下部駅（山梨市駅）が開業。また、正徳寺出身の根津嘉一郎（初代）は甲州財閥の一人として財界で影響力を持ち、地元においても根津橋の架橋を行っている。
太平洋戦争末期の1944年（昭和19年）から1945年（昭和20年）にかけて、山梨市南では地下壕が掘削され、兵器貯蔵庫として東京陸軍兵器補給廠山梨分廠が設置された。

### 現代
戦後には米麦栽培や養蚕を中心とする農業から果樹栽培へと転換する。
1957年（昭和32年）7月9日、昭和天皇、香淳皇后が太平醸造のワイン工場に行幸啓。後に政治家となる金丸信が、社長として天皇に工場の説明や案内を行った。また、この後、下栗原の洪水被災地跡を1947年（昭和22年）に引き続き視察している。
1954年（昭和29年）には古屋俊一郎が初代市長に就任し、1986年（昭和61年）まで8期連続で市長を務める。古屋市政では財政健全化や社会資本整備、市有林の設置などが行われた。

### 沿革
- 1954年（昭和29年）7月1日 - 東山梨郡日下部町・加納岩町・山梨村・八幡村・岩手村・後屋敷村・日川村が合併して山梨市発足。
- 2005年（平成17年）3月22日 - 山梨市は当初は東山梨合併構想に参加し、合併協議会は新市名公募に関し現市町村名を除外した候補を公募することで合意していたが、土壇場になり山梨市長が急遽反対を表明して合併協議から離脱した。その後、協議を離脱した東山梨郡牧丘町・三富村と合併し、改めて山梨市が発足。
- 2015年（平成27年） - 市制施行10周年記念事業として山梨市民歌を制定。詩人の覚和歌子が「歌詞づくりワークショップ」を通して歌詞を編集。作曲は山梨市出身の作曲家・小林真人。

## 政治

### 行政

#### 市長
歴代市長
- 初代：中村照人（2005年5月1日 - 2009年12月28日、在任中に死去<旧山梨市長を通算3期>）
- 2代：竹越久高（2010年2月14日 - 2014年2月13日、1期）
- 3代：望月清賢（2014年2月14日 - 2017年8月13日、1期、2017年8月7日に虚偽有印公文書作成・同行使容疑で逮捕）
- 4代：高木晴雄（2017年10月1日就任、2期目）

#### 役所
支所
- 牧丘支所：牧丘町窪平350
- 三富支所：三富川浦262

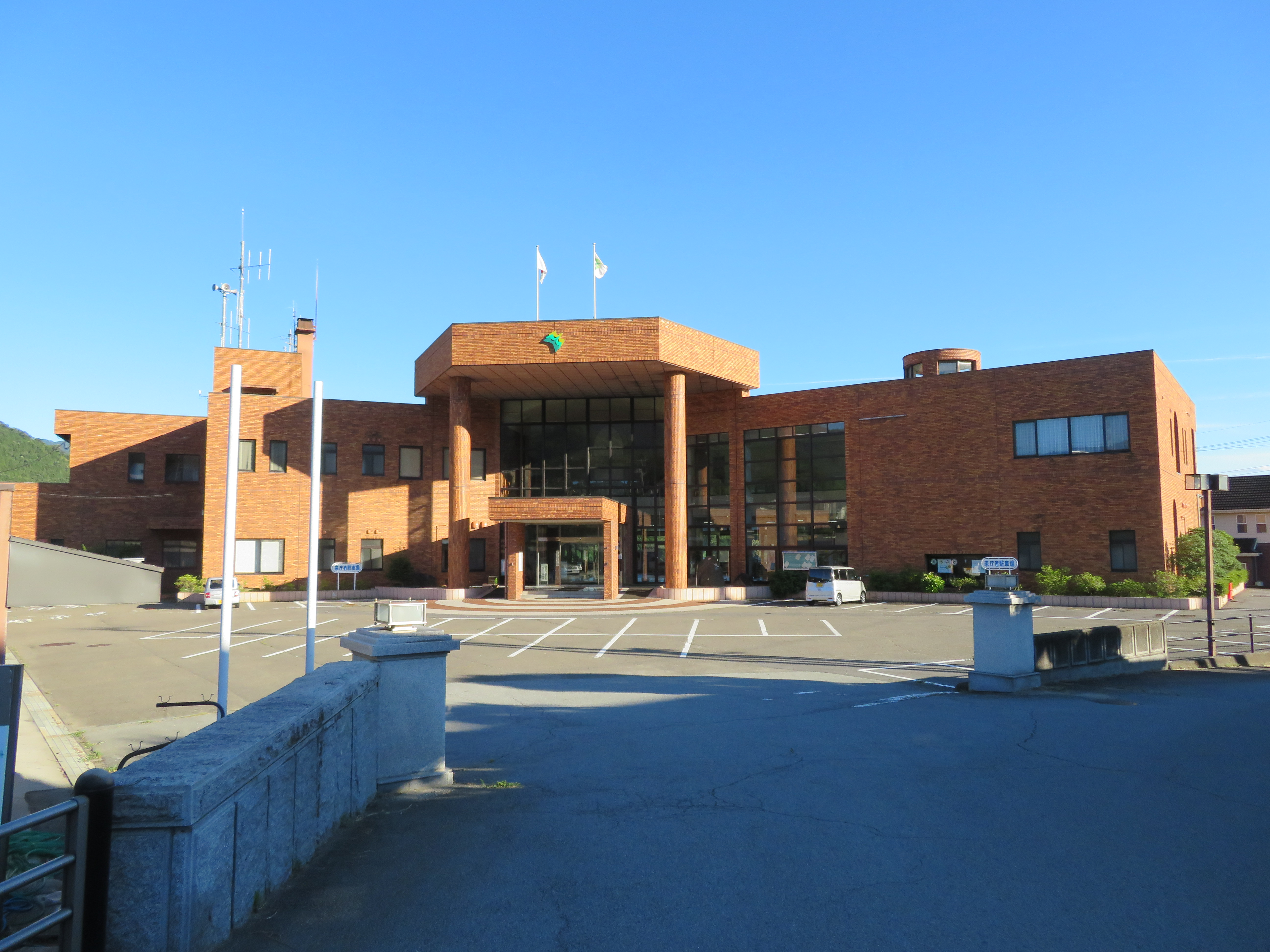
牧丘支所（旧牧丘町役場）

## 地理

### 位置
牧丘町、三富村と合併以前の旧山梨市域は県中央部、甲府盆地の北東縁にあたる副盆地上に位置する。
方形市域で、北西部から南西部にかけては山地で、南部は平地。市内南部を笛吹川や重川、日川などの支流が南北に縦貫し、氾濫原や複合扇状地を形成している。

### 地形

#### 河川
主な川
- 笛吹川
- 重川
- 日川

### 気候
盆地特有の気候で、夏・冬で気温差が激しく、夏は暑く冬は寒い。森林セラピー基地認定。

### 人口
| |                                        |  |
| 山梨市と全国の年齢別人口分布（2005年） | 山梨市の年齢・男女別人口分布（2005年） |  |
| ■紫色 ― 山梨市 ■緑色 ― 日本全国 | ■青色 ― 男性 ■赤色 ― 女性              |  |
| 山梨市（に相当する地域）の人口の推移 \| 1970年（昭和45年） \| 38,748人 \| \| \| 1975年（昭和50年） \| 39,330人 \| \| \| 1980年（昭和55年） \| 39,142人 \| \| \| 1985年（昭和60年） \| 39,482人 \| \| \| 1990年（平成2年） \| 39,263人 \| \| \| 1995年（平成7年） \| 39,521人 \| \| \| 2000年（平成12年） \| 39,797人 \| \| \| 2005年（平成17年） \| 38,686人 \| \| \| 2010年（平成22年） \| 36,832人 \| \| \| 2015年（平成27年） \| 35,141人 \| \| \| 2020年（令和2年） \| 33,435人 \| \| |                                        |  |
| 総務省統計局 国勢調査より |                                        |  |
| 1970年（昭和45年） | 38,748人                               |  |
| 1975年（昭和50年） | 39,330人                               |  |
| 1980年（昭和55年） | 39,142人                               |  |
| 1985年（昭和60年） | 39,482人                               |  |
| 1990年（平成2年） | 39,263人                               |  |
| 1995年（平成7年） | 39,521人                               |  |
| 2000年（平成12年） | 39,797人                               |  |
| 2005年（平成17年） | 38,686人                               |  |
| 2010年（平成22年） | 36,832人                               |  |
| 2015年（平成27年） | 35,141人                               |  |
| 2020年（令和2年） | 33,435人                               |  |

### 隣接自治体
山梨県
- 甲府市
- 甲州市
- 笛吹市 [1]

埼玉県
- 秩父市[1]

長野県
- 南佐久郡川上村[1]

#### 不祥事
- 2017年8月、望月清賢市長が、市職員採用試験で受験者の結果を改ざんしたとして、8月7日に警視庁に虚偽有印公文書作成などの容疑で逮捕された[3]。望月は8月12日に「市政の混乱の責任を取る」として、市議会に辞表を提出、市議会は13日に臨時議会を開いて辞職に同意した[4]。東京地方検察庁は8月28日、虚偽有印公文書作成・同行使罪で望月を起訴した[5]。12月26日、東京地方裁判所は望月に対し、市職員採用試験で、受験者に便宜を図る見返りに80万円を受け取ったとして、受託収賄などの罪に問い、懲役3年執行猶予5年の有罪判決を言い渡した[6]。2018年7月10日、市は不正採用があったとされる職員6人全員の採用を取り消す、と発表した。しかしながら、職員本人は働きかけの事情を知らなかったことなどを考慮し、それぞれ慰謝料40万円を支払い、臨時職員として働くことを認め、秋に実施する採用試験の受験も認める救済措置を講じることも発表した[7]。

## 施設

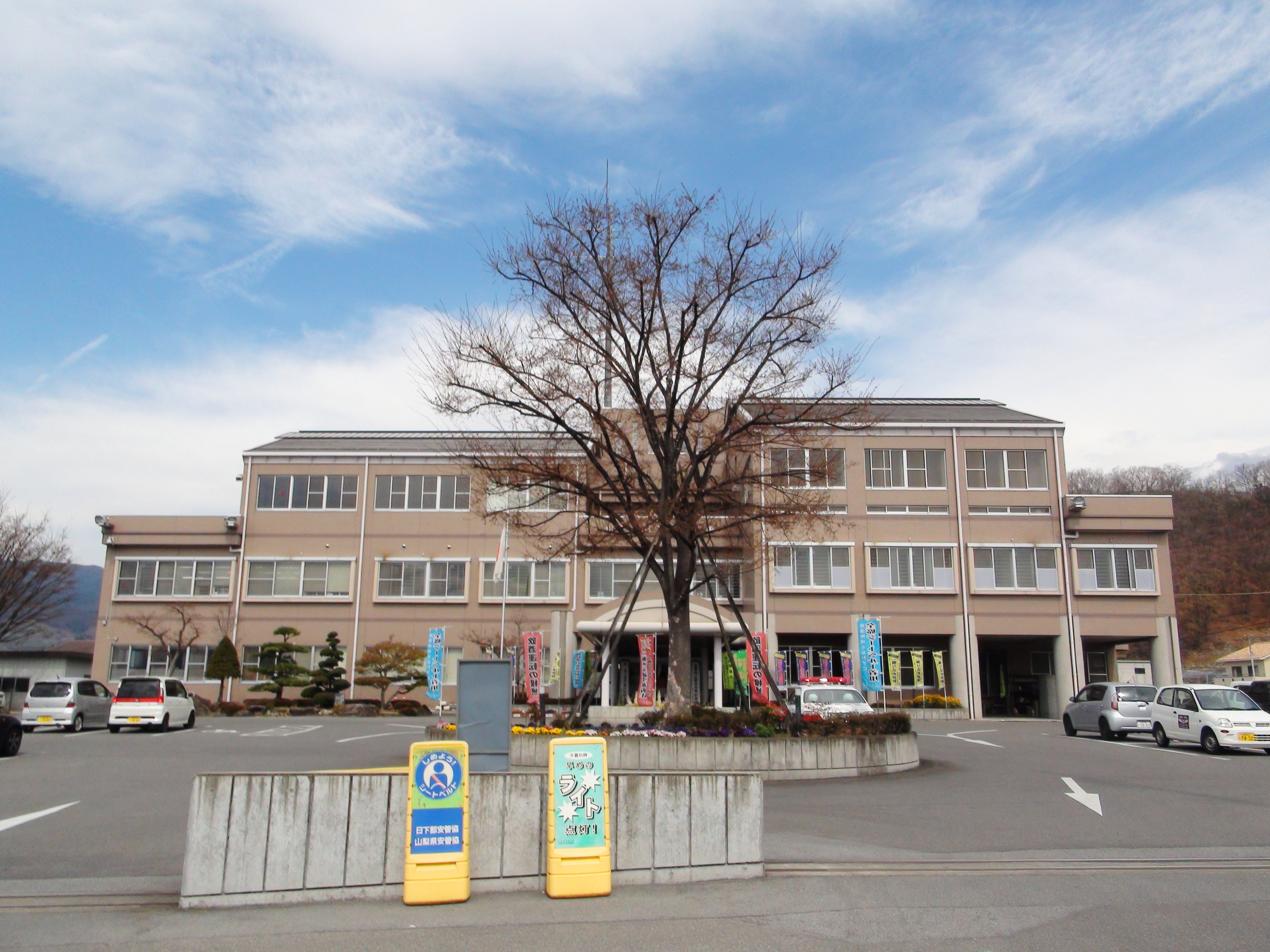
日下部警察署

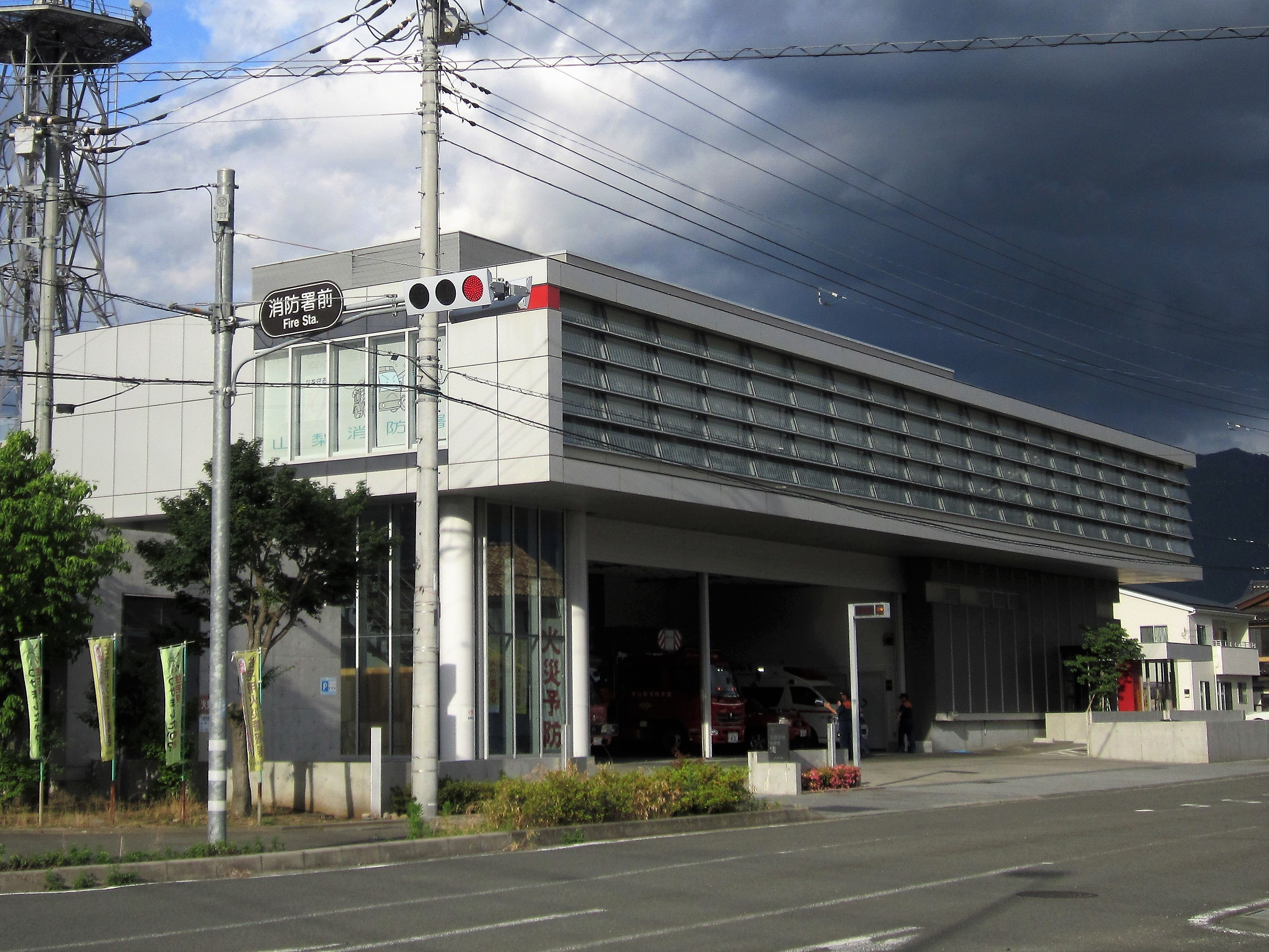
山梨消防署

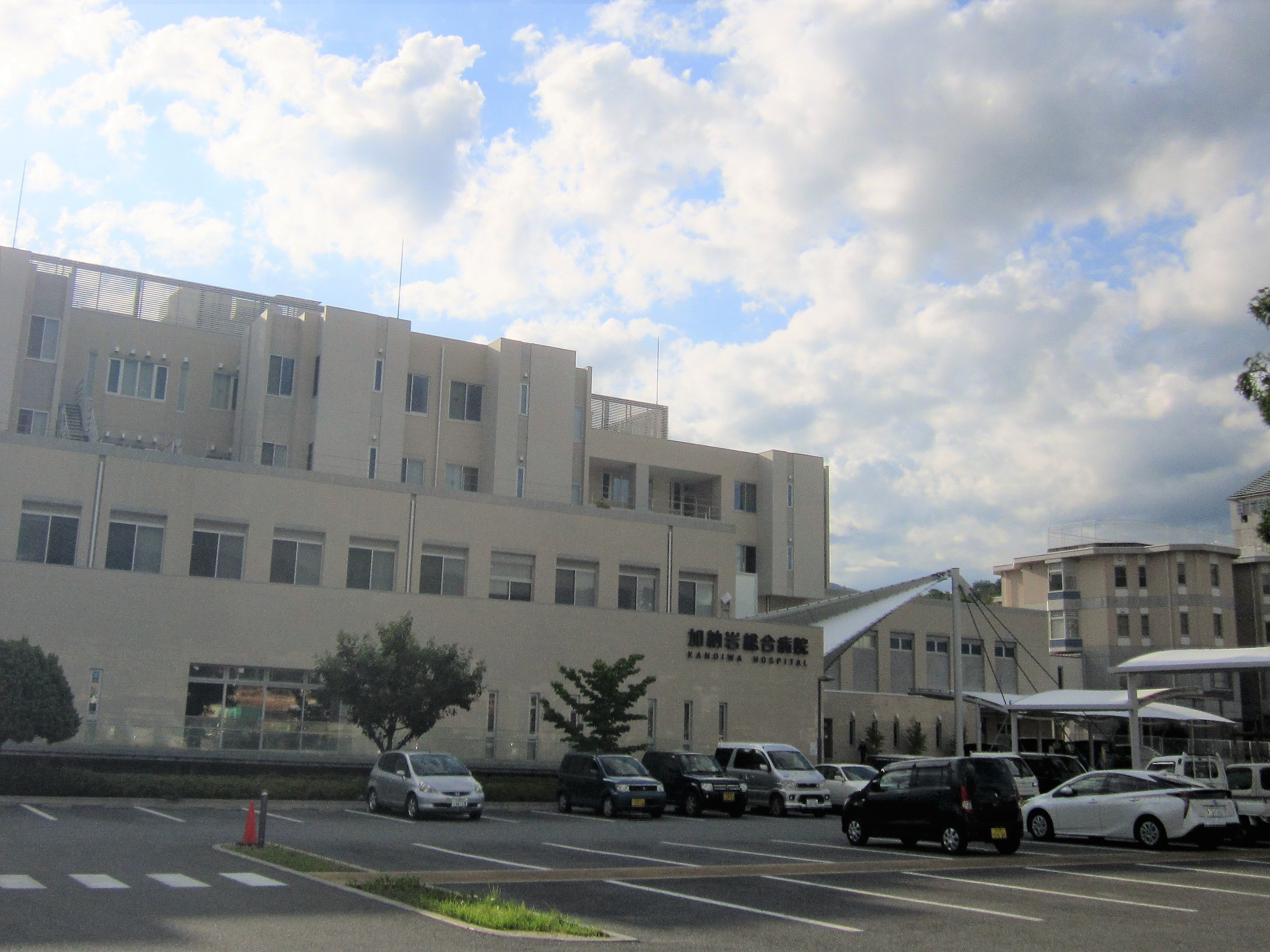
加納岩総合病院

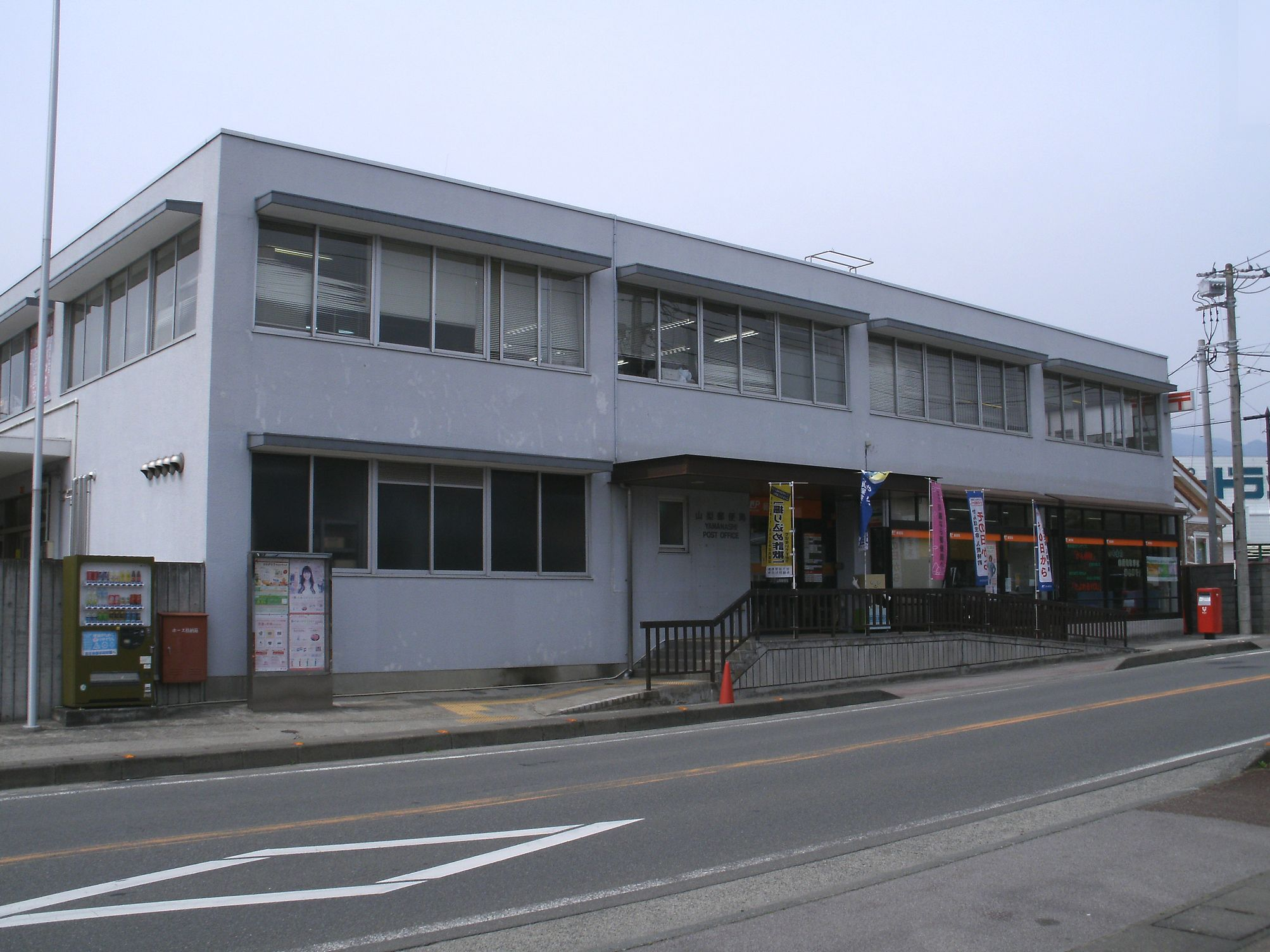
山梨郵便局

### 警察
本部
- 山梨県警察 日下部警察署

交番
- 山梨市駅前交番

### 消防
本部
- 東山梨行政事務組合

消防署
- 山梨消防署（山梨市小原西100-1）

分署
- 牧丘分署（山梨市牧丘町室伏37-1）

### 医療
主な病院
- 加納岩総合病院
- 山梨厚生病院

### 郵便局
主な郵便局
- 山梨郵便局

### 図書館
- 山梨市立図書館

## 対外関係

### 姉妹都市・提携都市

#### 海外
姉妹都市
- スーシティ市（アメリカ合衆国 アイオワ州）
2003年11月6日 - 姉妹都市提携

提携都市
- 蕭山区（中華人民共和国 浙江省 杭州市）
1993年10月14日 - 友好都市提携

#### 国内
提携都市
- 飯山市（中部地方 長野県）
1997年（平成5年）5月19日 - 災害時相互応援協定

## 経済

### 第一次産業
主産業はブドウおよびモモの果樹栽培である。その他にはイノブタ、サクランボ、イチゴなども産出している。

## 情報・通信

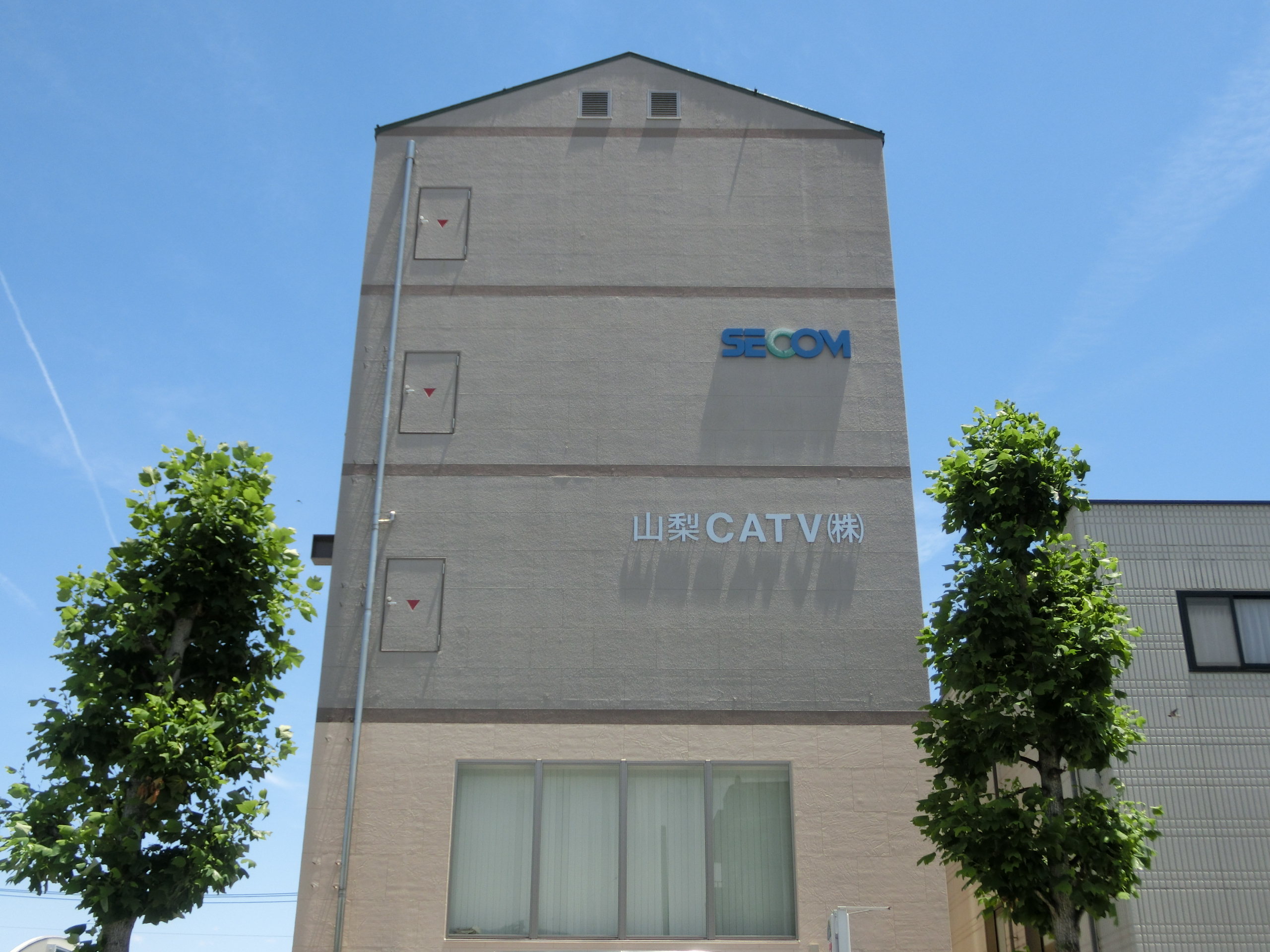
山梨CATV

### マスメディア

#### 放送局
テレビ放送
- 山梨CATV（ケーブルテレビ）

#### 中継局
- NHK山梨倉科中継局
- NHK山梨八幡中継局
- NHK山梨西保中継局

## 教育

### 大学
私立
- 帝京科学大学 山梨市キャンパス（2018年閉校）

### 高等学校
県立
- 山梨県立山梨高等学校
- 山梨県立日川高等学校

### 中学校
市立
- 山梨市立山梨南中学校
- 山梨市立山梨北中学校
- 山梨市立笛川中学校

### 小学校
市立
- 加納岩小学校
- 岩手小学校
- 後屋敷小学校
- 山梨小学校
- 日下部小学校
- 日川小学校
- 八幡小学校
- 笛川小学校
- 堀之内小学校（2007年八幡小学校へ統合）
- 笛川小学校柳平分校（2007年より休校。かつては日本で最高所の小学校だった）
- 牧丘第一小学校（2016年統合により笛川小学校へ）
- 牧丘第二小学校（同上）
- 牧丘第三小学校（同上）
- 三富小学校（同上）

### 特別支援学校
県立
- 山梨県立ろう学校

## 交通

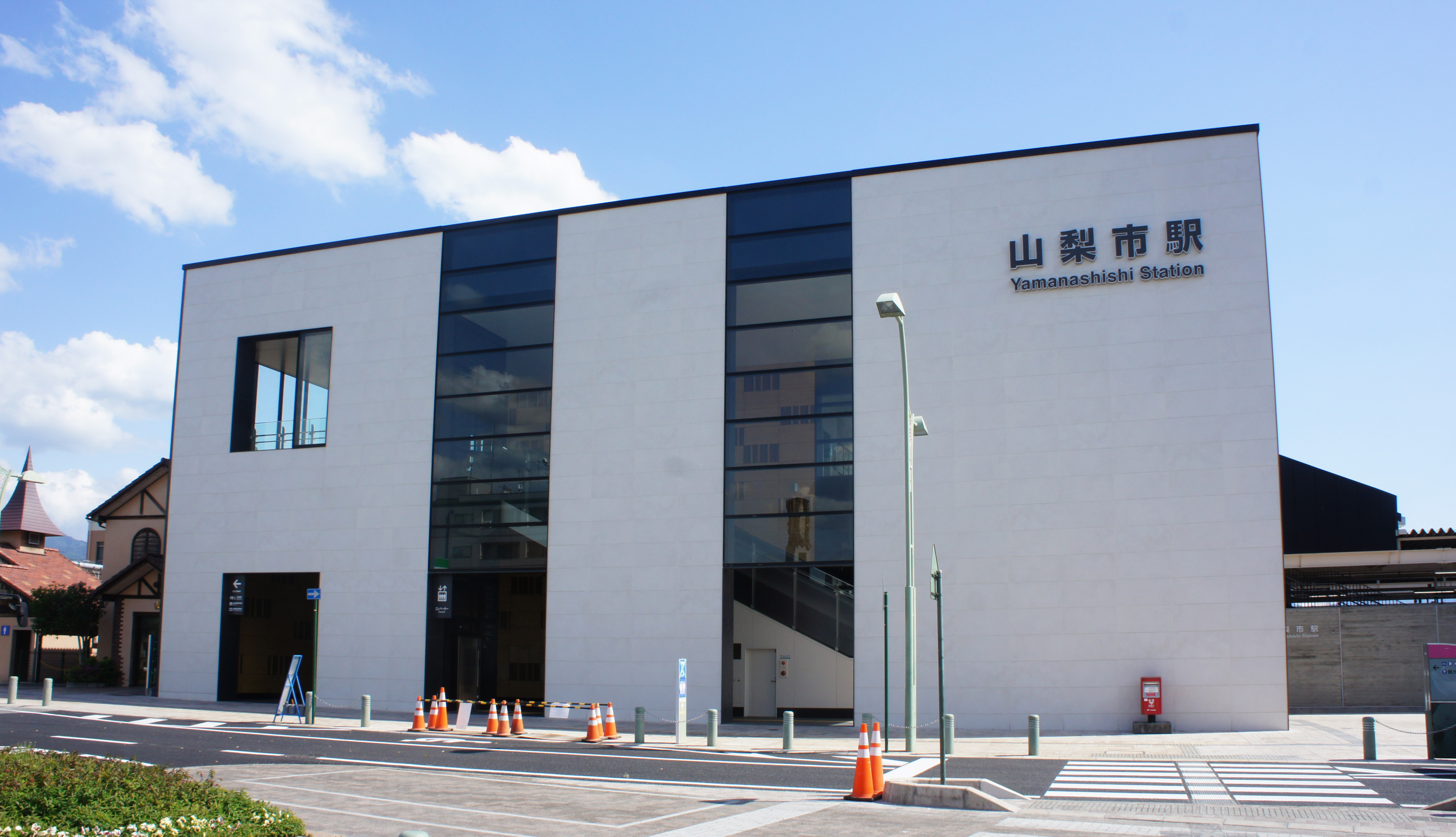
山梨市駅

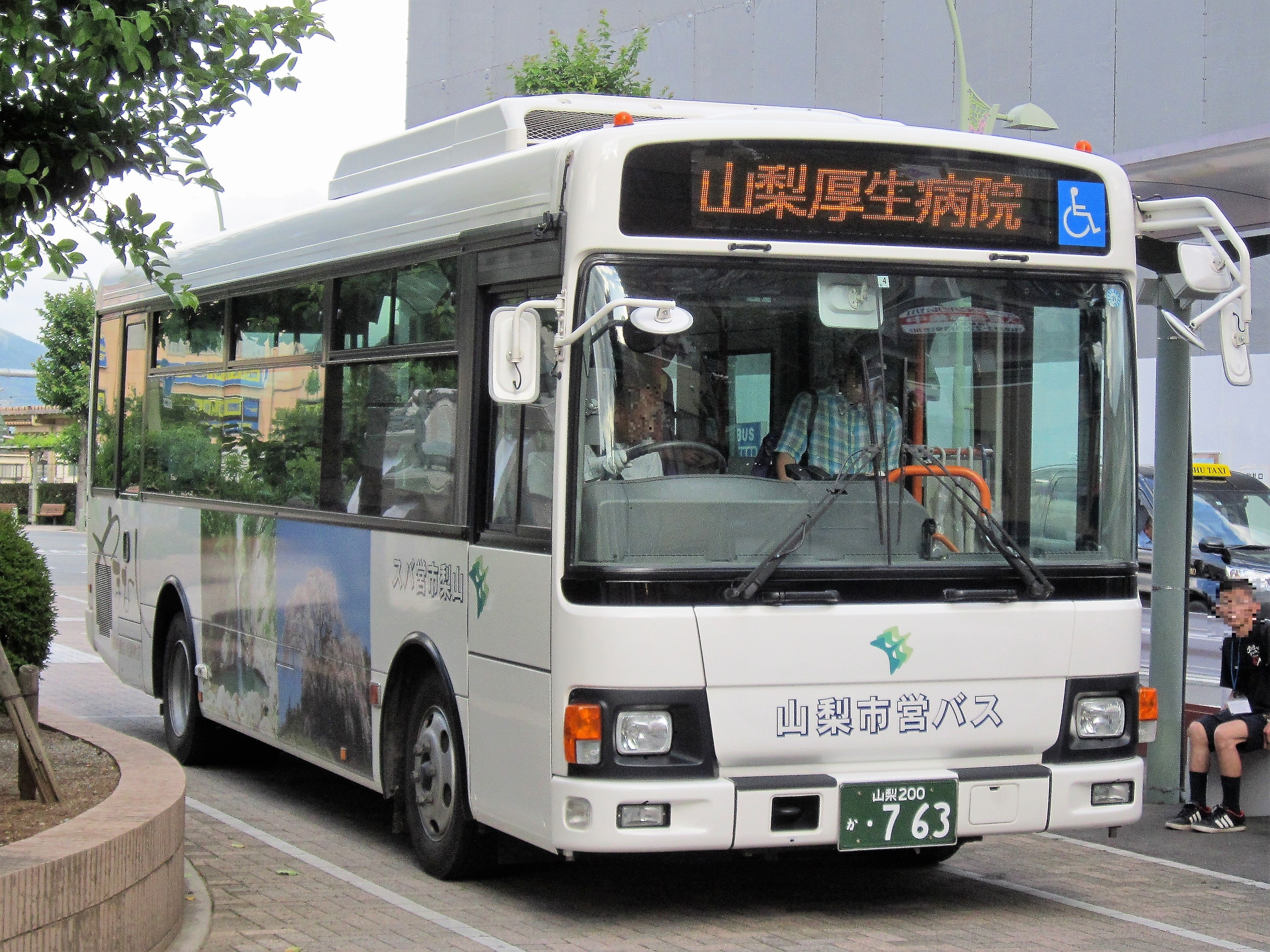
山梨市営バス

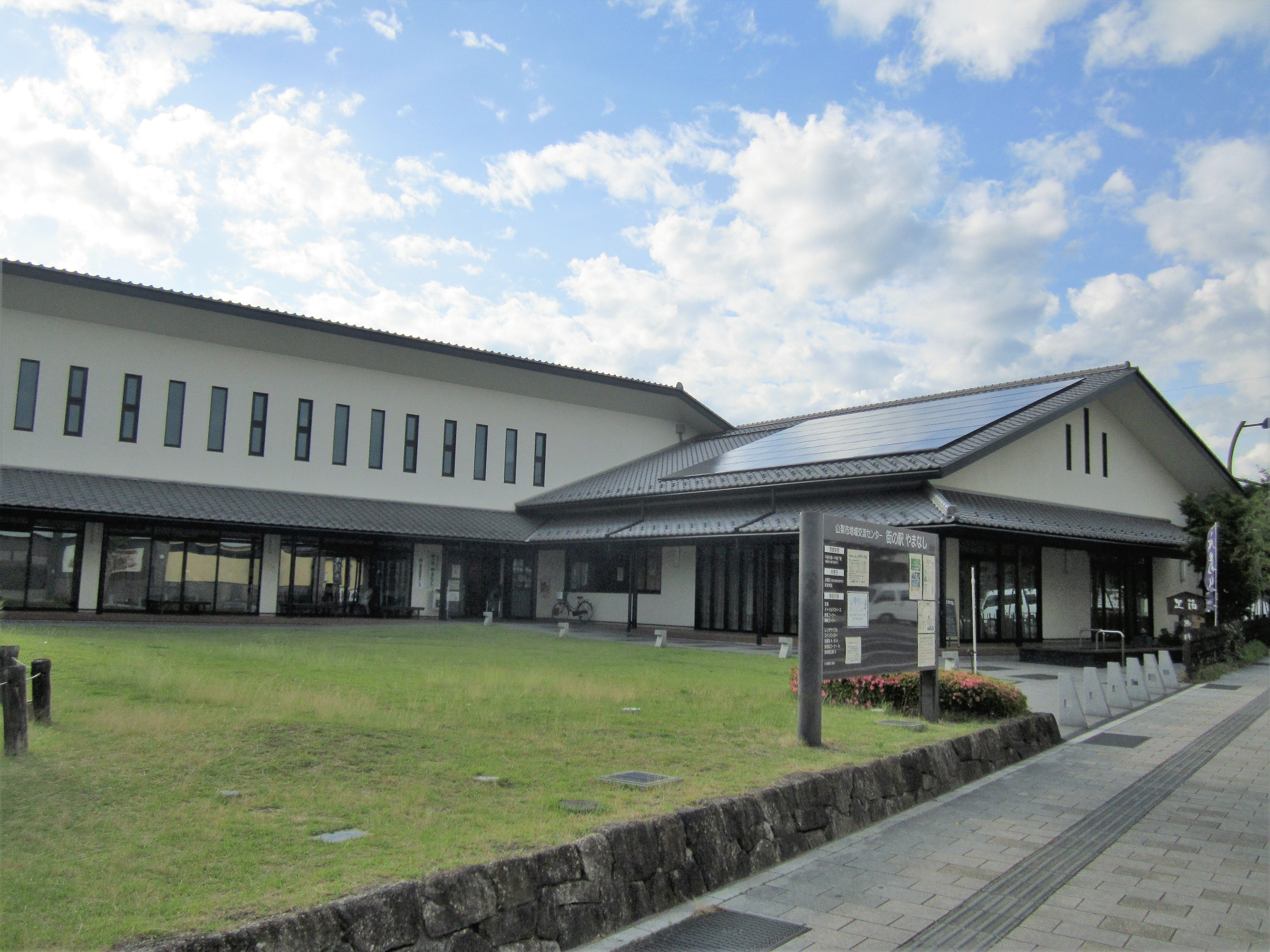
街の駅やまなし

### 鉄道
中心となる駅：山梨市駅
東日本旅客鉄道（JR東日本）
- 中央本線：山梨市駅 - 東山梨駅

### 路線バス
- 山梨市営バス

### 道路

#### 高速道路
- 甲府山梨道路（西関東連絡道路）
  - 上岩下ランプ - 万力ランプ - 八幡南ランプ - 八幡北ランプ - 岩手ランプ
- 中央自動車道勝沼インターチェンジは、最寄りの高速自動車国道の出入口である。

#### 国道
- 国道140号
  - 雁坂道路（西関東連絡道路）
- 国道411号

#### 県道
主要地方道
- 山梨県道31号甲府山梨線

一般県道
- 山梨県道202号山梨市停車場線
- 山梨県道204号休息山梨線
- 山梨県道205号三日市場南線
- 山梨県道211号山梨笛吹線
- 山梨県道216号万力小屋敷線
- 山梨県道303号市之蔵山梨線
- 山梨県道314号一宮山梨線
- 山梨県道417号市川三郷山梨自転車道線

### 道の駅
- 花かげの郷まきおか
- みとみ
- 街の駅やまなし

## 観光

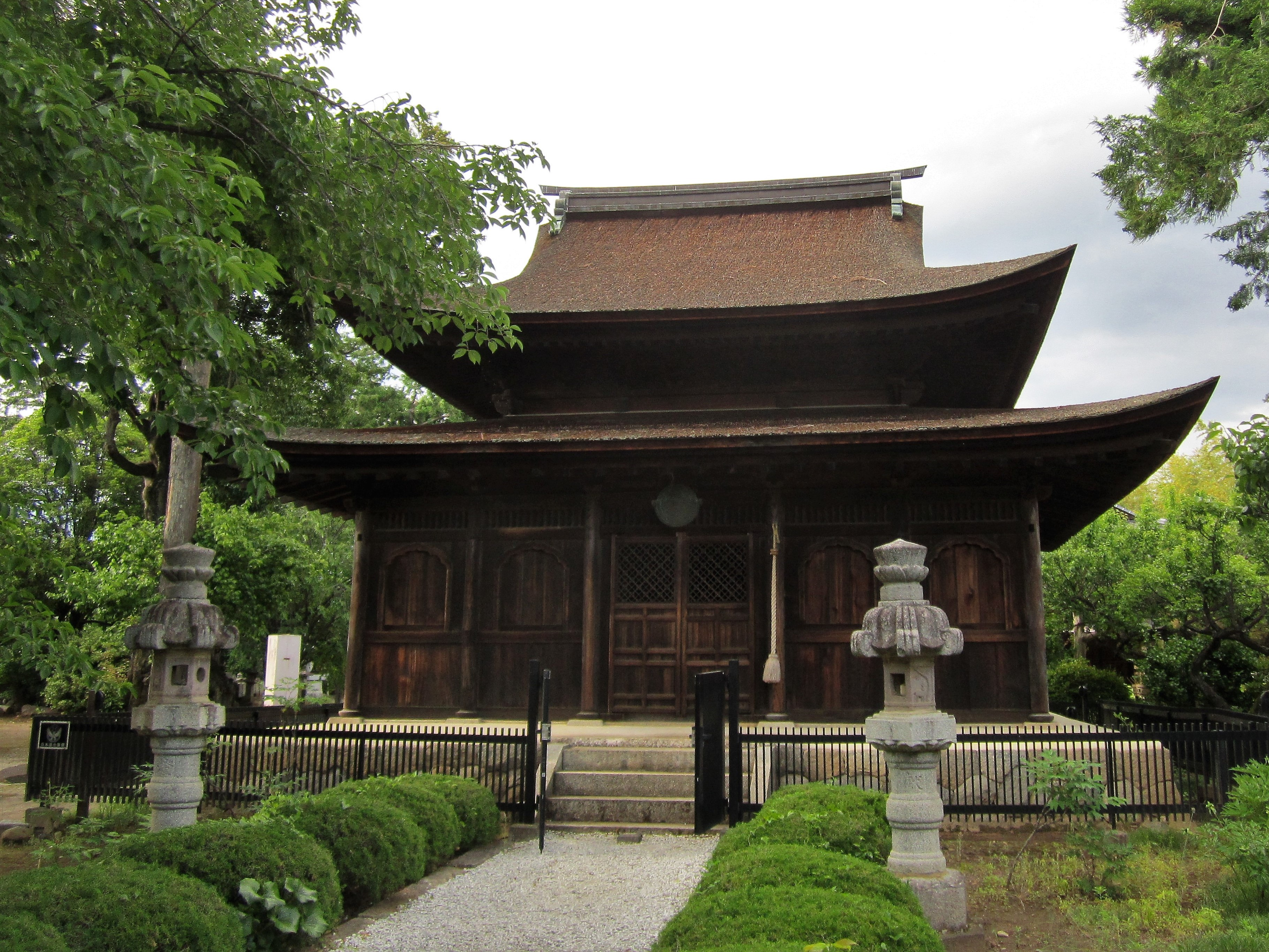
清白寺

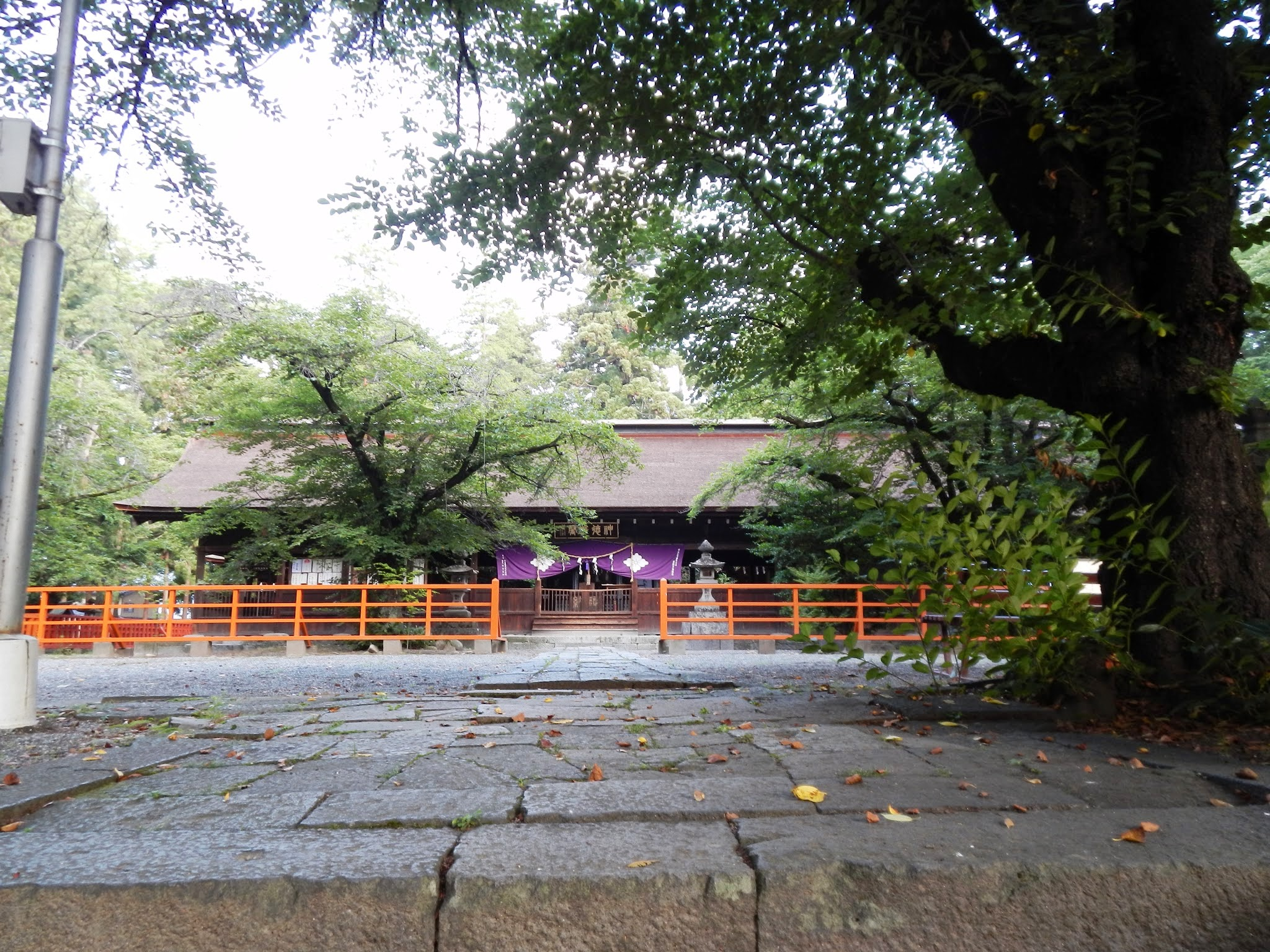
大井俣窪八幡神社

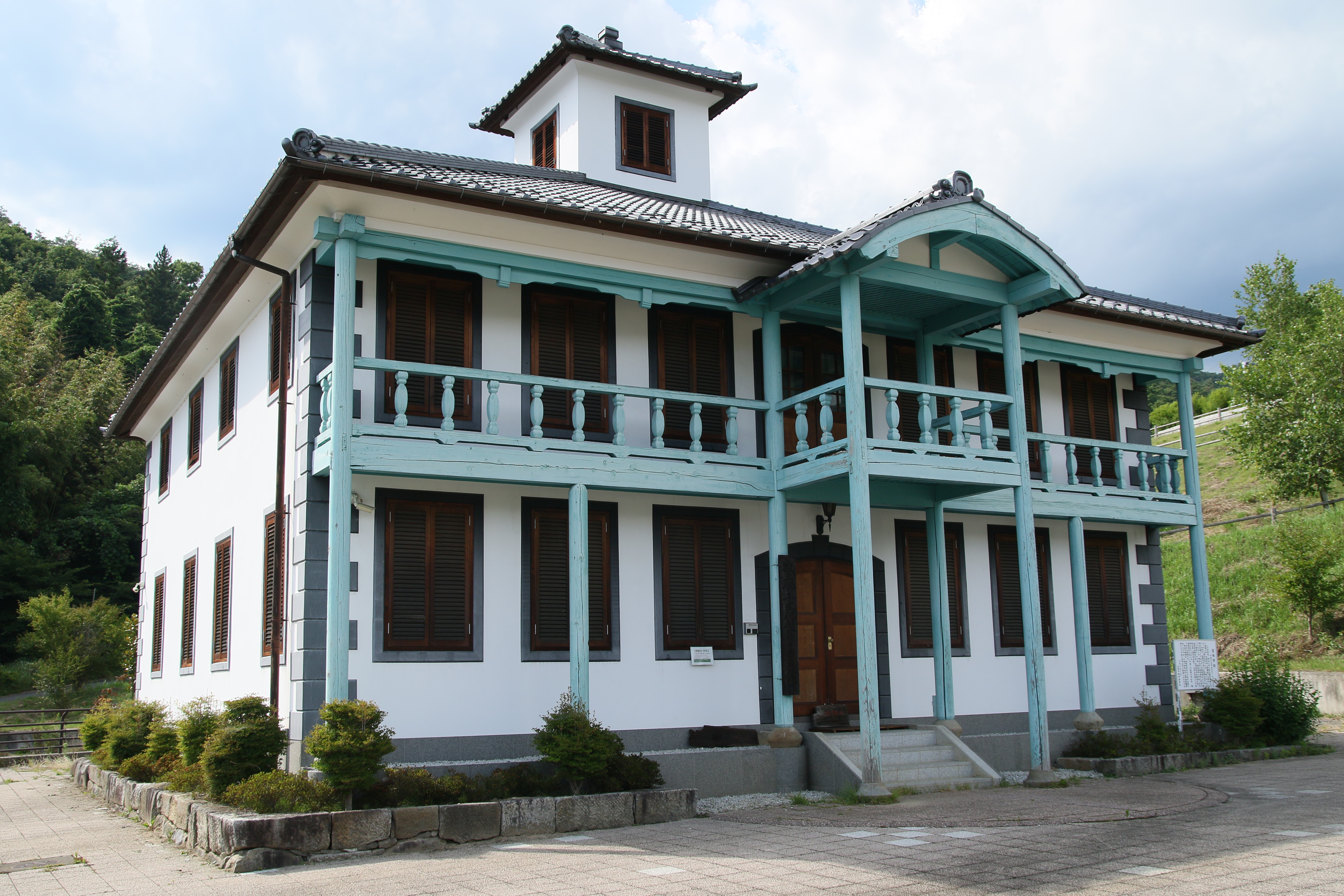
旧室伏学校学舎

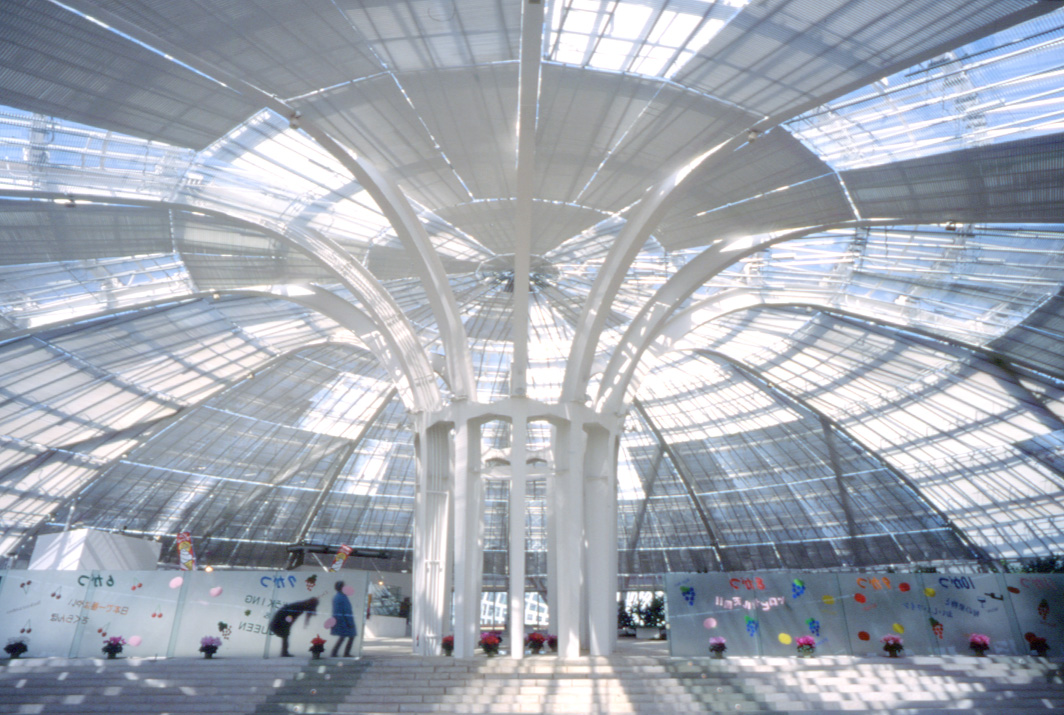
山梨県笛吹川フルーツ公園

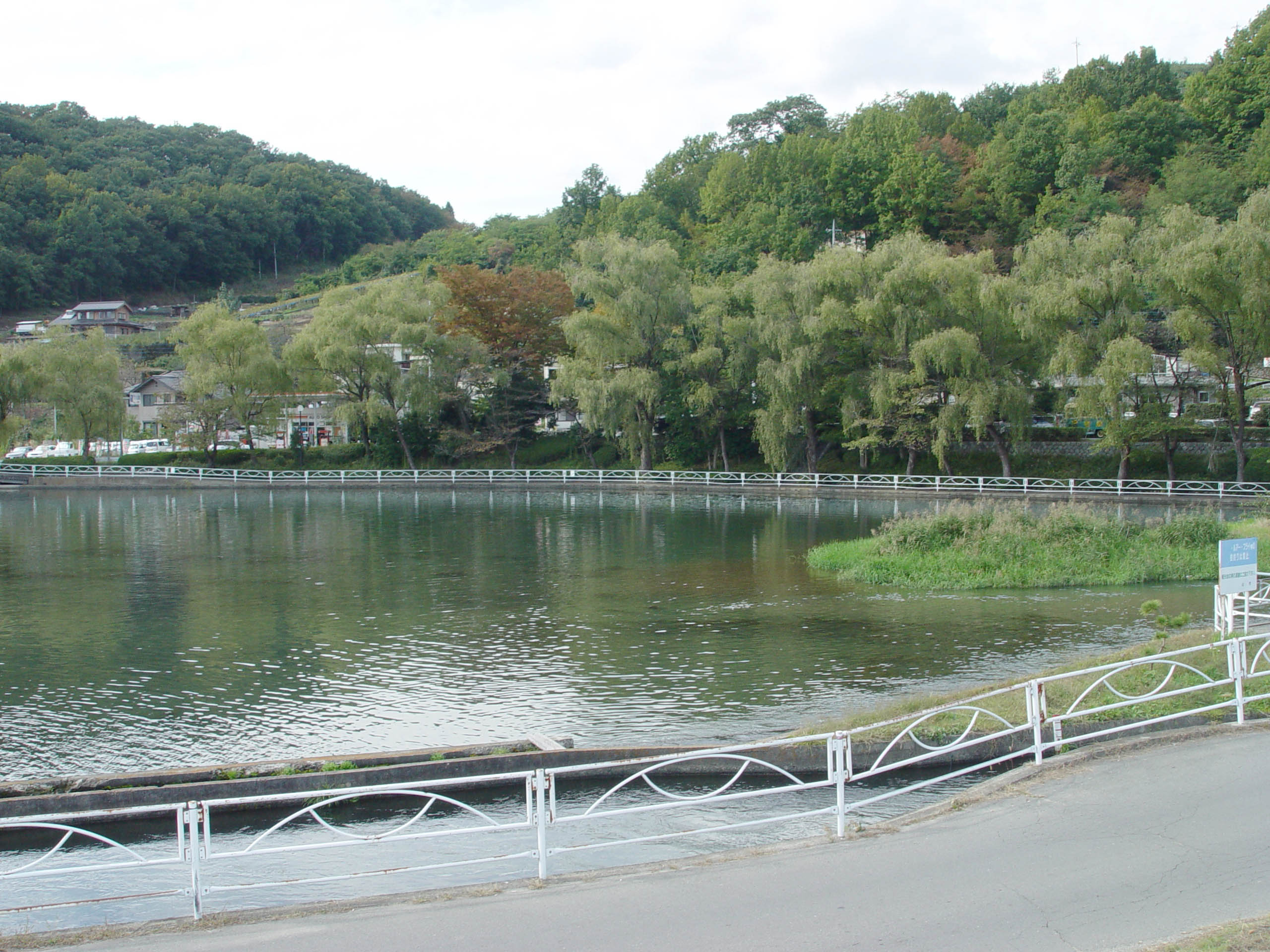
万力公園

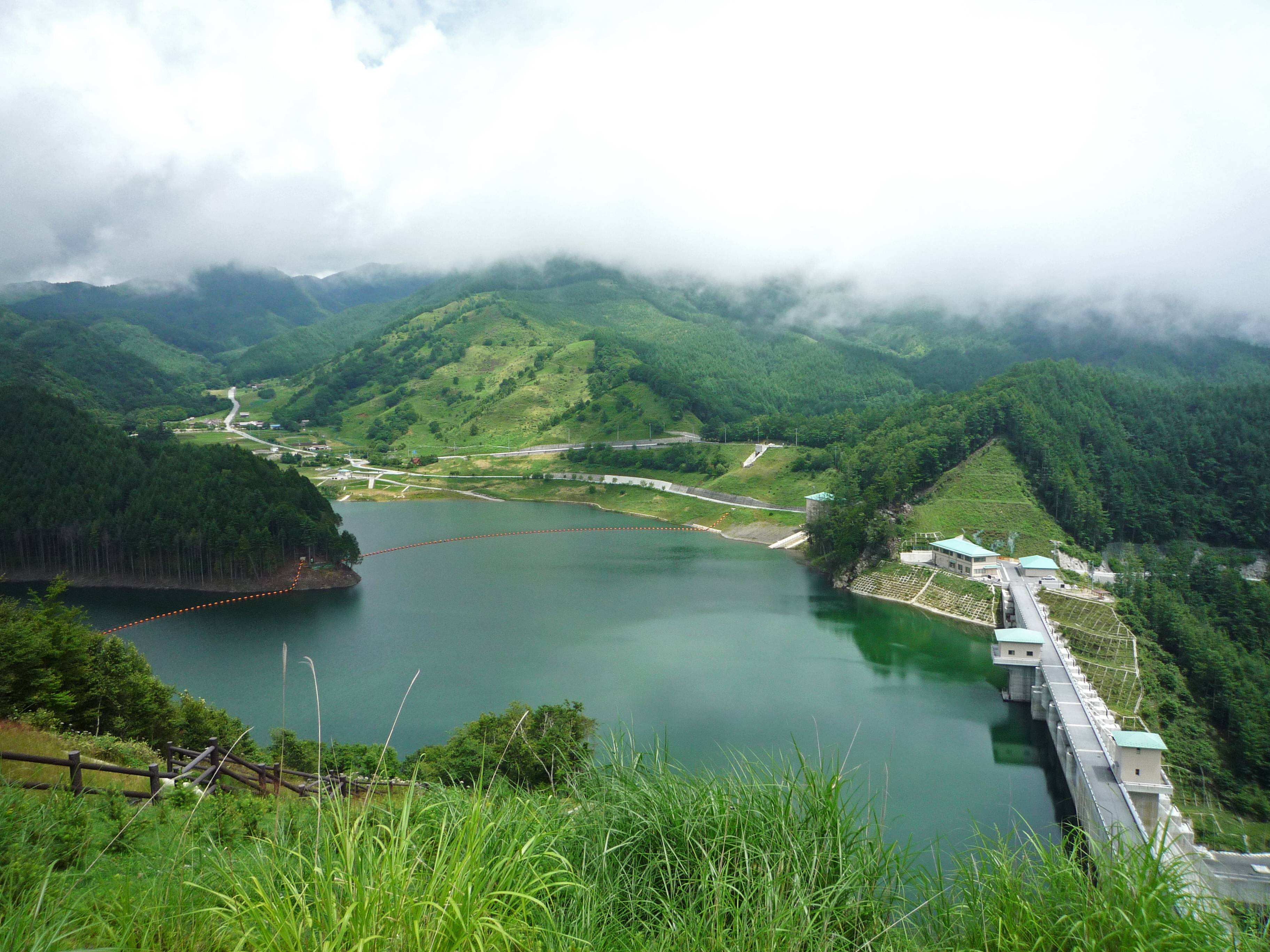
乙女湖（琴川ダム）

### 名所・旧跡
主な城郭・屋敷
- 連方屋敷 - 県指定史跡

主な寺院
- 永昌院
- 清白寺 - 寺院。仏殿が国宝に、庫裏が重要文化財に指定されている。

主な神社
- 大井俣窪八幡神社
- 山梨岡神社
- 大嶽山那賀都神社
- 差出磯大嶽山神社

宿場町
- 甲州街道
  - 栗原宿

教会
- 日下部教会

その他
- 旧室伏学校学舎

### 観光スポット
文化施設
- 牧丘郷土文化館 - 旧室伏学校校舎。
- 横溝正史館
- 根津記念館 - 根津嘉一郎の生家。国の登録有形文化財。
- 諏訪映画劇場 - 映画館（1945年～1960年代）。
- 笛宝館 - 劇場・映画館（1928年～1960年代）。
- 亀甲座 - 劇場・映画館（1899年～1960年代）。
- 山梨国際劇場 - 映画館（～1960年代）。
- サントネージュワインワイナリー（登記上本社内にある）

公園
- 万力公園 - 武田信玄が植林させたといわれる水害防備林・「万力林」が公園になっている。
- 山梨県笛吹川フルーツ公園

自然
- 差出の磯 - 古今和歌集に詠われた名勝
- 西沢渓谷と東沢渓谷
- 乙女高原 - 牧丘町にある高原。
- 乙ヶ妻のシダレザクラ
- 広瀬湖
- 乙女湖
- 大弛峠

温泉
- はやぶさ温泉
- 鼓川温泉
- 正徳寺温泉
- 岩下温泉（2024年廃業）
- 三富温泉郷
  - 川浦温泉 - 武田信玄の隠し湯・山県昌景直系の宿。
  - 三富温泉
- ほったらかし温泉

道の駅
- 道の駅みとみ
- 街の駅やまなし

## 文化・名物

### スポーツ
- クリーンファイターズ（ラグビー・トップイーストリーグ）
- Route HFC（サッカー・山梨県社会人サッカーリーグ）

## 出身関連著名人
- 淺川継太 - 小説家
- 雨宮眞也 - 弁護士、法学者
- 飯田文彌 - 歴史学者・郷土史家
- 飯沼蓮 - ラグビー選手
- 石川賢 - 元プロ野球選手
- 萩原元克 - 江戸時代の国学者。『甲斐名勝志』
- 長田達也 - 照明技師
- 金子文子 - 無政府主義者（旧牧丘町）
- 覚和歌子 - 詩人、作詞家
- 風間深志 - 冒険家
- 神奈桃村 - 歌人
- 剱持クリア - 陸上競技選手
- 神戸勝彦 - 料理人（フジテレビ・料理の鉄人のイタリアンの鉄人）
- 小島正幸 - アニメーション監督及びアニメーション演出家
- 小林清美 - シンガーソングライター
- ジャンボ鶴田 - プロレスラー（旧：牧丘町出身）
- 土橋治重 - 小説家、詩人
- 中沢新一 - 宗教学者、評論家
- 仲田歩夢 - 女子サッカー選手
- 西川拓喜 - 元プロ野球選手（オリックス・バファローズ）、大阪府警察警察官
- 根津嘉一郎 - 実業家
- 根津一 - 陸軍軍人、教育者（東亜同文書院初代・第3代院長）
- 林真理子 - 小説家
- 前田晁 - 文学者、翻訳家
- マキタスポーツ - お笑い芸人
- 松本哲也 - 元プロ野球選手（読売ジャイアンツコーチ）
- 三森久実 - 実業家（大戸屋ホールディングス創業者）
- 望月清賢 - 元山梨市長
- 山下真 - 奈良県知事、元奈良県生駒市市長（旧：牧丘町出身）
- 吉岡慈夢 - ミュージカル俳優、元バレエダンサー
- 吉沢やすみ - 作家（代表作・ど根性ガエル）
- 渡辺達生 - カメラマン、グラビア写真家
- 林由恭 - ベーシスト
- 林久悦 - ドラマー